# Boljevac
Boljevac (cyr. Бољевац) – miasto w Serbii, w okręgu zajeczarskim, siedziba gminy Boljevac. W 2011 roku liczyło 3333 mieszkańców.